# Ribadesella Club de Fútbol
El Ribadesella Club de Fútbol es un club de fútbol español, de la localidad de Ribadesella  (Asturias) España. Fue fundado en 1949 y juega en la  Segunda Asturfútbol de Asturias. Actualmente el club es dirigido por una junta gestora, tras no presentarse ninguna candidatura a las elecciones a la presidencia.

## Historia
Hasta 1988 jugó en categorías regionales. Su primer ascenso a Tercera División ocurrió en la temporada 1987-88 tras acabar en el tercer puesto de la Regional Preferente.
Entre sus mayores éxitos, cabe destacar el ascenso a Segunda División B en la temporada 2001-02. Ascendió tras eliminar en la liguilla de ascenso al Betanzos C. F., a la U. D. San Sebastián de los Reyes y a la Gimnástica Segoviana. Regresó de nuevo a Tercera División el siguiente año, tras acabar colista del grupo 1 de Segunda B.
En los últimos años, problemas institucionales y económicos han hecho que el equipo descendiera dos temporadas seguidas desde Tercera División hasta Segunda Asturfútbol. El club sigue inmerso en diversos problemas, lo que ha provocado que en los últimos años haya estado cerca de su desaparición.

## Uniforme
- Uniforme titular: camiseta roja con mangas blancas, pantalón y medias azul marino.
- Uniforme alternativo: completamente blanco.

## Estadio
Su terreno de juego es el campo de Oreyana, ubicado en el lugar del mismo nombre en la parroquia de Collera. Con capacidad estimada en 3500 espectadores. Dispone de dos pequeñas gradas cubiertas, una ubicada en un lateral del terreno de juego, con asientos con los colores del club y la otra en el fondo tras la portería norte. Su superficie es de hierba sintética. Sus dimensiones son de 104 x 69 m.

## Trayectoria en competiciones nacionales
- Temporadas en Primera División: 0
- Temporadas en Segunda División: 0
- Temporadas en Primera Federación: 0
- Temporadas en Segunda División B: 1
- Temporadas en Segunda Federación: 0
- Temporadas en Tercera División: 22
- Temporadas en Tercera Federación: 0
- Participaciones en Copa del Rey: 0

## Trayectoria
| Temporada | Nivel | Categoría                         | Posición | Copa del Rey |
| --------- | ----- | --------------------------------- | -------- | ------------ |
| 1949-50   | 5     | 2.ª Regional                      | 4.º      |              |
| 1950-51   | 5     | 2.ª Regional                      | 4.º      |              |
| 1951-52   | 5     | 2.ª Regional                      | —        |              |
| 1952-53   | 5     | 2.ª Regional                      | —        |              |
| 1953-54   | 5     | 2.ª Regional                      | 6.º      |              |
| 1954-55   | 5     | 2.ª Regional                      | —        |              |
| 1955-56   | 5     | 2.ª Regional                      | —        |              |
| 1956-57   | 5     | 2.ª Regional                      | —        |              |
| 1957-58   | 5     | 2.ª Regional                      | —        |              |
| 1958-59   | 4     | 1.ª Regional                      | 15.º     |              |
| 1959-60   | 4     | 1.ª Regional                      | 14.º     |              |
| 1960-61   | 4     | 1.ª Regional                      | 13.º     |              |
| 1961-62   | 4     | 1.ª Regional                      | 11.º     |              |
| 1962-63   | 4     | 1.ª Regional                      | 11.º     |              |
| 1963-64   | 4     | 1.ª Regional                      | 16.º     |              |
| 1964-74   |       | No compite                        |          |              |
| 1974-75   | 6     | 2.ª Regional                      | 1.º      |              |
| 1975-76   | 6     | 2.ª Categoría Regional Ordinaria  | 1.º      |              |
| 1976-77   | 6     | 2.ª Categoría Regional Ordinaria  | 1.º      |              |
| 1977-78   | 6     | 2.ª Categoría Regional Preferente | 1.º      |              |
| 1978-79   | 5     | Regional Preferente               | 15.º     |              |
| 1979-80   | 5     | Regional Preferente               | 8.º      |              |
| 1980-81   | 5     | Regional Preferente               | 12.º     |              |
| 1981-82   | 5     | Regional Preferente               | 4.º      |              |
| 1982-83   | 5     | Regional Preferente               | 12.º     |              |
| 1983-84   | 5     | Regional Preferente               | 4.º      |              |
| 1984-85   | 5     | Regional Preferente               | 4.º      |              |
| 1985-86   | 5     | Regional Preferente               | 10.º     |              |
| 1986-87   | 5     | Regional Preferente               | 4.º      |              |
| 1987-88   | 5     | Regional Preferente               | 3.º      |              |
| 1988-89   | 4     | 3.ª División                      | 9.º      |              |
| 1989-90   | 4     | 3.ª División                      | 8.º      |              |
| 1990-91   | 4     | 3.ª División                      | 15.º     |              |
| 1991-92   | 4     | 3.ª División                      | 12.º     |              |
| 1992-93   | 4     | 3.ª División                      | 16.º     |              |
| 1993-94   | 4     | 3.ª División                      | 12.º     |              |
| 1994-95   | 4     | 3.ª División                      | 14.º     |              |
| 1995-96   | 4     | 3.ª División                      | 10.º     |              |
| 1996-97   | 4     | 3.ª División                      | 11.º     |              |
| 1997-98   | 4     | 3.ª División                      | 12.º     |              |
| 1998-99   | 4     | 3.ª División                      | 10.º     |              |
| 1999-2000 | 4     | 3.ª División                      | 14.º     |              |

| Temporada | Nivel | Categoría           | Posición         | Copa del Rey |
| --------- | ----- | ------------------- | ---------------- | ------------ |
| 2000-01   | 4     | 3.ª División        | 15.º             |              |
| 2001-02   | 4     | 3.ª División        | 4.º              |              |
| 2002-03   | 3     | 2.ª División B      | 20.º             |              |
| 2003-04   | 4     | 3.ª División        | 9.º              |              |
| 2004-05   | 4     | 3.ª División        | 2.º              |              |
| 2005-06   | 4     | 3.ª División        | 3.º              |              |
| 2006-07   | 4     | 3.ª División        | 7.º              |              |
| 2007-08   | 4     | 3.ª División        | 9.º              |              |
| 2008-09   | 4     | 3.ª División        | 14.º             |              |
| 2009-10   | 4     | 3.ª División        | 6.º              |              |
| 2010-11   | 4     | 3.ª División        | 19.º             |              |
| 2011-12   | 5     | Regional Preferente | 18.º             |              |
| 2012-13   | 6     | 1.ª Regional        | 15.º             |              |
| 2013-14   | 6     | 1.ª Regional        | 11.º             |              |
| 2014-15   | 6     | 1.ª Regional        | 6.º              |              |
| 2015-16   | 6     | 1.ª Regional        | 1.º              |              |
| 2016-17   | 5     | Regional Preferente | 8.º              |              |
| 2017-18   | 5     | Regional Preferente | 4.º              |              |
| 2018-19   | 5     | Regional Preferente | 19.º             |              |
| 2019-20   | 6     | 1.ª Regional        | 2.º              |              |
| 2020-21   | 5     | Regional Preferente | 6.º (Subgrupo 1) |              |
| 2021-22   | 7     | 1.ª Regional        | 2.º (Subgrupo 1) |              |
| 2022-23   | 7     | Segunda RFFPA       | 11.º             |              |
| 2023-24   | 7     | Segunda Asturfútbol | 8.º              |              |
| 2024-25   | 7     | Segunda Asturfútbol |                  |              |

## Palmarés

### Torneos nacionales
- Subcampeón de la Tercera División (1): 2004-05.

### Torneos autonómicos
- Primera Regional de Asturias (2): 1977-78 y 2015-16.
- Subcampeón de la Primera Regional de Asturias (1): 2019-20.
- Segunda Regional de Asturias (3): 1974-75, 1975-76 y 1976-77.

### Trofeos amistosos
- Trofeo Villa de Ribadesella (1): 2013.